# Listersjön
Listersjön är en sjö i Ronneby kommun i Blekinge och ingår i Nättrabyån-Ronnebyåns kustområde. Sjön är 9,9 meter djup, har en yta på 1,97 kvadratkilometer och befinner sig 61,3 meter över havet. Sjön avvattnas av vattendraget Listerbyån. Vid provfiske har bland annat abborre, braxen, gädda och mört fångats i sjön.

## Delavrinningsområde
Listersjön ingår i det delavrinningsområde (624158-147175) som SMHI kallar för Utloppet av Listersjön. Medelhöjden är 70 meter över havet och ytan är 12,35 kvadratkilometer. Räknas de 8 avrinningsområdena uppströms in blir den ackumulerade arean 67,14 kvadratkilometer. Avrinningsområdets utflöde Listerbyån mynnar i havet. Avrinningsområdet består mestadels av skog (62 %) och sankmarker (17 %). Avrinningsområdet har 2,06 kvadratkilometer vattenytor vilket ger det en sjöprocent på 16,7 %.

## Fisk
Vid provfiske har följande fisk fångats i sjön:
- Abborre
- Braxen
- Gädda
- Mört
- Sarv
- Sutare